# 미니 (가수)
미니(1981년 2월 22일 ~ )는 대한민국의 가수이다. 걸그룹 키스로 데뷔했다.